# Davy Otto
Davy Otto (1 juli 1985) is een Nederlands voetbalscheidsrechter. Hij is in dienst van de KNVB en leidt voornamelijk wedstrijden in de Jupiler League.
Op 18 november 2011 leidde Otto zijn eerste professionele wedstrijd op het tweede niveau. De wedstrijd tussen FC Den Bosch en AGOVV eindigde in een 4–0-overwinning voor de thuisploeg. Otto deelde zes gele kaarten uit. Het seizoen 2011/12 sloot hij af met de volgende getallen: hij was scheidsrechter in negen competitiewedstrijden en gaf daarin dertig maal een gele kaart. Dat komt neer op een gemiddelde van 3,3 gele kaarten per wedstrijd.